# Ultimo tango a Parigi
Ultimo tango a Parigi è un film del 1972 scritto e diretto da Bernardo Bertolucci e interpretato da Marlon Brando, Maria Schneider, Jean-Pierre Léaud, Maria Michi e Massimo Girotti. La sceneggiatura è stata scritta da Bernardo Bertolucci, Franco Arcalli e Agnès Varda (dialoghi aggiuntivi), e adattata da Robert Alley. La fotografia è di Vittorio Storaro. La colonna sonora del film è opera di Gato Barbieri, arrangiata e diretta da Oliver Nelson.
Ultimo tango a Parigi è la pellicola che ha dato notorietà a Bernardo Bertolucci e Maria Schneider, oltre a essere un'opera molto discussa: oggi è considerato un classico del cinema erotico, ma il film suscitò scandalo alla sua uscita, a causa del forte impatto emotivo dato dalle numerose scene osé. La censura italiana avviò un procedimento penale contro la pellicola che sfociò nella condanna al rogo del film, decretata il 29 gennaio 1976, per poi essere riabilitata nel 1987.
Nel 2002 l'American Film Institute lo ha inserito al 48º posto della lista dei 100 migliori film sentimentali di tutti i tempi.
A seguito della messa a rogo della pellicola, il 6 febbraio 1976 il Partito Radicale organizzò una proiezione clandestina del film nella sua sede di Roma.

## Trama
Dopo il suicidio della moglie Rosa, il quarantacinquenne Paul, un americano trapiantato a Parigi, sembra avere smarrito ogni ragione di vita. Vagando senza meta per la città, incontra la ventenne Jeanne in un appartamento in affitto, che i due casualmente si trovano a visitare insieme: scatta un'attrazione passionale e i due sconosciuti hanno un amplesso nell'appartamento vuoto, che prendono come pied-à-terre. Tra loro nasce una fugace relazione nel corso della quale, ignorando tutto dell'altro partner, persino il nome, esplorano a fondo le rispettive sessualità. Un giorno lui addirittura, arriva a violentarla sodomizzandola, dopo averle lubrificato il retto con del burro.
Jeanne, figlia d'un colonnello e impegnata sentimentalmente con un giovane regista cinematografico, con il quale sta girando un film artigianale, s'innamora di Paul che non la corrisponde, anzi la lascia. Paul, che con la defunta moglie gestiva un alberghetto di basso livello, riceve nel frattempo la visita della suocera, venuta a seppellire la figlia, e approfondisce la conoscenza di Marcel, garbato amante della moglie e pensionante dell'hotel, che ha una vestaglia uguale alla sua. Si scopre quindi innamorato di Jeanne, e tempo dopo l'intercetta e l'insegue sino a una sala da ballo in cui è in corso una gara di tango.
Qui i due bevono sino a ubriacarsi, mentre Paul racconta a Jeanne i dettagli sulla sua vita, tralasciando il suo nome, proponendole di vivere insieme, ma per quest'ultima ormai è finita. Quando lei fugge a casa sua, Paul la insegue e lei, terrorizzata, dietro sua richiesta gli rivela il proprio nome, per poi ucciderlo con la pistola d'ordinanza del padre.

## Produzione

### Preproduzione
Il progetto partì all'inizio del 1971 quando, dopo il discreto successo de Il conformista, Bertolucci organizzò un incontro con la Paramount, che aveva prodotto il film, per proporgli la sceneggiatura della sua nuova pellicola. Alberto Grimaldi, produttore dei western di successo della trilogia del dollaro diretti da Sergio Leone, dopo aver assistito a una proiezione de Il conformista a Roma, contattò Bertolucci dicendogli che, nel caso in cui la Paramount avesse rifiutato di produrre il film, lui si sarebbe reso disponibile a realizzarlo.
Quando la Paramount declinò l'offerta, Bertolucci si rivolse allora a Grimaldi, proponendogli le sceneggiature di Ultimo tango a Parigi e Novecento, l'altro progetto a cui stava lavorando. Grimaldi scelse la prima opera e, dopo aver risarcito la Paramount con una cifra di 40.000 dollari, insieme a Bertolucci diede il via alla fase di casting. Per realizzare la pellicola Grimaldi scelse la United Artists.

### Cast

Jeanne (Maria Schneider) nel film

Il film era stato inizialmente pensato per essere interpretato da Jean-Louis Trintignant e Dominique Sanda, che avevano già lavorato con Bertolucci ne Il conformista e con i quali il regista avrebbe voluto proseguire la fruttuosa collaborazione avviata. Quando Trintignant lesse la sceneggiatura, quasi piangendo, rifiutò la parte perché non riusciva a mettersi nudo davanti alla macchina da presa. Dominique Sanda, che aveva partecipato con il regista allo sviluppo dell'idea originale, era incinta e, dopo il rifiuto di Trintignant, decise di non prendervi parte. Bertolucci allora andò a Parigi per incontrare Jean-Paul Belmondo e Alain Delon, due attori di cui era grande ammiratore: Belmondo una volta letta la sceneggiatura si rifiutò persino d'incontrare il regista considerando il film pornografico; Delon invece avrebbe accettato ma a condizione di produrre egli stesso il film.
Il nome di Marlon Brando saltò fuori quasi per caso e, attraverso Christian Ferry che lavorava per la Paramount, si riuscì a combinare un incontro all'Hotel Raphael di Parigi. Brando ascoltò con interesse l'inglese stentato del regista, ma prima d'accettare chiese di vedere Il conformista e propose a Bertolucci di andare da lui a Los Angeles per un mese per parlare del film a settembre, visto che fino ad agosto sarebbe stato impegnato a New York con le riprese de Il padrino. La United Artists offrì a Brando 250 000 dollari e il 10% degli incassi.
Catherine Breillat, la regista francese di Pornocrazia e Romance, prese parte al film in un piccolo ruolo, mentre, in alcune scene girate ma non montate nel film, appariva anche Laura Betti.

## Colonna sonora
La colonna sonora del film composta da Gato Barbieri è caratterizzata da un jazz sospeso, con un'orchestrazione malinconia giocata sul ritmo del tango, su cui si innestano gli assoli di sax del musicista e compositore argentino, che tuttavia rientrano un po' nei cliché degli anni settanta. La musica si adatta alla malinconia e all'erotismo che attraversano il film di Bernardo Bertolucci, contribuendo a sottolinearli.
La colonna sonora del film è stata pubblicata nell'album Ultimo tango a Parigi, prima in Italia, nel 1972, poi nel resto del mondo, a partire dal 1973, in numerose edizioni e formati, compresi LP, musicassetta, Stero8, CD e CD-ROM. Dalla colonna sonora è stato inoltre estratto il singolo Ultimo tango a Parigi, contenente il tema omonimo sul lato A e il brano La vuelta sul lato B, ambedue dei tanghi.

## Distribuzione

### Proiezione
Il film fu proiettato integralmente, in anteprima mondiale, il 14 ottobre 1972 a New York. In Italia uscì nelle sale il 15 dicembre 1972 a Porretta Terme, nell'ambito delle manifestazioni legate alla Mostra Internazionale del Cinema Libero di Porretta Terme, un giorno dopo l'anteprima europea che si era svolta a Parigi..
A 46 anni dalla sua realizzazione, il film è tornato nelle sale cinematografiche nel maggio 2018 nella versione in lingua originale restaurata in 4K a cura della Cineteca Nazionale del Centro Sperimentale di Cinematografia, con la supervisione di Vittorio Storaro per l'immagine e di Federico Savina per il suono. La prima ha avuto luogo a Bari nel corso del Bari International Film Festival (Bif&st) alla presenza del regista Bernardo Bertolucci.

### Censura
La versione integrale del film dura 136 minuti; in numerosi paesi il film è stato però censurato in alcune sequenze: in Australia, Stati Uniti d'America e Norvegia la versione distribuita è di 129', anche se negli USA nel 1982 il film ricevette un R-rating e fu accorciato di due minuti; in Spagna la versione in DVD ha la durata di 124 minuti.

## Accoglienza

### Incassi
Ultimo tango a Parigi, nonostante le numerose noie censorie, ebbe un enorme successo di pubblico, che portò il film a piazzarsi secondo negli incassi della stagione 1972-1973 in Italia, dietro soltanto a Il padrino, sempre con protagonista Marlon Brando: a fine stagione il film aveva incassato in Italia circa 6.038.900.000 lire dell'epoca, battendo fenomeni come Più forte ragazzi, Anche gli angeli mangiano fagioli e Dalla Cina con furore.
Una volta riabilitato nel 1987, è divenuto il più grande incasso di sempre per il cinema italiano con circa 87 miliardi di lire incassati, record detenuto fino al 1997 con l'uscita nelle sale de La vita è bella di Roberto Benigni.
Al 2016 il film di Bertolucci risulta essere il secondo film italiano di maggior successo della storia in Italia per numero di biglietti staccati con ben 15.623.773 spettatori paganti (preceduto solo dal kolossal Guerra e pace).
Negli Stati Uniti divenne 7° incasso migliore dell'anno con oltre 36 milioni di dollari, superato da capolavori come La stangata e L'esorcista, mentre la cifra finale guadagnata in tutto il mondo fu di 96.301.534 dollari.

### Critica
Secondo il critico cinematografico Giovanni Grazzini, dopo la sua apparizione ne Il padrino nei limiti di un pur superbo caratterista, Brando tornò in un ruolo degno della sua grandezza.
Francesco Mininni scrive su Magazine Italiano TV: «Una splendida fotografia, interpreti magistrali e ritmi serrati ne fanno un ottimo film». Mentre Teletutto lo considera «il film più famoso e "chiacchierato" di Bertolucci con un grande Brando».
La critica americana Pauline Kael, considerata tra le firme più autorevoli del New Yorker, lodò l'opera dicendo: «Questo, che è il più potente film erotico mai fatto, può rivelarsi il film più liberatorio mai realizzato».

## Controversie legali

La famosa scena di nudo che ha scatenato la ferocia della censura

Il film causò in Italia un forte scandalo per le numerose scene di sesso, in particolare per una scena di sesso anale nella quale il personaggio di Brando sodomizza la Schneider dopo averle lubrificato il retto con del burro. La sequenza in cui Brando e la Schneider consumano il loro primo rapporto include otto secondi, che vennero censurati, nei quali la Schneider "sembra abbia un orgasmo".
Il 30 dicembre 1972 il film fu sequestrato per "esasperato pansessualismo fine a se stesso", e successivamente cominciò un iter giudiziario che portò il 2 febbraio 1973 a una sentenza d'assoluzione in primo grado; a seguito di ciò il film venne dissequestrato e proiettato nelle sale italiane e internazionali. Una prima condanna s'ebbe nel secondo processo d'appello (il primo, sempre con sentenza di condanna nel giugno del 1973, era stato annullato per un vizio di forma) il 20 novembre 1974, ma la definitiva sentenza arrivò il 29 gennaio 1976 da parte della Cassazione, che condannò la pellicola alla distruzione; nella sentenza il produttore Alberto Grimaldi, il regista Bernardo Bertolucci – entrambi difesi dall'avvocato Francesco Gianniti – lo sceneggiatore Franco Arcalli e Marlon Brando vennero condannati a due mesi di prigione con la sospensione condizionale della pena. Furono salvate fortunosamente alcune copie che oggi sono conservate presso la Cineteca Nazionale, da conservare come corpo del reato. Per il regista ci fu una sentenza definitiva per offesa al comune senso del pudore, reato per il quale fu privato dei diritti politici per cinque anni e fu condannato a quattro mesi di reclusione con la sospensione condizionale della pena.
Nell'ottobre 1982 la pellicola fu proiettata a Roma durante la rassegna cinematografica Ladri di cinema: il fatto costò agli organizzatori una denuncia. Questi, però, furono assolti nel processo penale che li vide imputati, e l'opera non fu più considerata proibita. Con il trascorrere del tempo e l'evolversi dei criteri di giudizio, le scene considerate inaccettabili persero peso nelle valutazioni della critica e del pubblico, mentre emerse e assunse importanza la sostanziale drammaticità dell'opera. Nel 1987, a distanza di undici anni dalla condanna della Cassazione, la censura riabilitò il film, permettendone la distribuzione nelle sale (Bertolucci stesso ne aveva conservato clandestinamente una copia) e in seguito anche il passaggio in TV.
Sebbene la scena della violenza sessuale fosse prevista nella sceneggiatura ed entrambi gli attori avessero firmato un contratto, non era specificato che tale violenza dovesse comprendere un rapporto anale simulato con l'uso del burro come lubrificante. Questa aggiunta al copione fu un'improvvisazione di Brando con la complicità di Bertolucci, il quale non disse niente all'attrice per avere una reazione più realistica. La Schneider ha dichiarato che potendo tornare indietro non avrebbe girato quella scena.

## Omaggi
- Così come accaduto per altre pellicole di successo, nel 1973 venne distribuita la parodia Ultimo tango a Zagarol diretta da Nando Cicero e interpretata da Franco Franchi, un film che riscosse consensi, soprattutto per avere esorcizzato, secondo taluni, il forte impatto emotivo sul pubblico procurato dall'opera di Bertolucci.
- Il film è citato nella canzone La regina dell'ultimo tango di Gianni Morandi, la quale però si distacca dalla drammaticità della pellicola.
- La vicenda del film è riproposta nella canzone Vivi di Claudio Baglioni.
- A questa pellicola si ispira, parodisticamente, la canzone in ligure L'ultimo tango dei Trilli.
- Da questo film è ispirato anche il titolo l'album del 2005 del rapper italiano Vacca, L'ultimo tango.

## Riconoscimenti
- 1974 - Premio Oscar
  - Candidatura Miglior regista a Bernardo Bertolucci
  - Candidatura Miglior attore protagonista a Marlon Brando
- 1974 - Golden Globe
  - Candidatura Miglior film drammatico ad Alberto Grimaldi
  - Candidatura Miglior regista a Bernardo Bertolucci
- 1974 - Premio BAFTA
  - Candidatura Miglior attore protagonista a Marlon Brando
- 1973 - David di Donatello
  - David speciale a Maria Schneider
- 1973 - Nastro d'argento
  - Regista del miglior film a Bernardo Bertolucci
- 1974 - New York Film Critics Circle Award
  - Miglior attore protagonista a Marlon Brando